# Christian al VI-lea al Danemarcei
Christian al VI-lea (n. 30 noiembrie 1699, Copenhagen Castle⁠(d), amtul Copenhaga⁠(d), Danemarca – d. 6 august 1746, Comuna Hørsholm, Regiunea Hovedstaden, Danemarca) a fost rege al Danemarcei și al Norvegiei din 1730 până în 1746.
A fost fiul regelui Frederic al IV-lea al Danemarcei și al Louisei de Mecklenburg-Güstrow. S-a căsătorit cu Sofia Magdalena de Brandenburg-Kulmbach și a fost tatăl viitorului rege Frederic al V-lea al Danemarcei.

## Tinerețea
Din 1706, Cristian l-a avut pe Mecklenburgish J.G. Holstein și pe germanul J.W. Schroder ca tutori ai săi. El a început să înțeleagă daneza folosită zi de zi, însă germana știa să o scrie și să o vorbească. El a primit o educație mult mai bună și a dobândit mai multe cunoștințe decât tatăl și bunicul său, deși nu era suficientă pentru un conducător.
Ca prinț, tatăl său i-a permis să-și găsească personal o soție. În timpul unei călătorii prin Europa însoțit de cancelarul Adolf Ulrik Holstein prințul, moștenitor a decis, fără ezitare, să se căsătorească cu Sophia Magdalena, una din doamnele de la curtea reginei Christiane Eberhardine în Castelul Pretzsch. Sophia Magdalena provenea dintr-o dinastie minoră de Hohenzollern, unde fondurile nu erau foarte bogate, jumătate din terenuri fiind ipotecate iar tatăl său murind de tânăr. Ea a avut 13 frați și a considerat că este un meci inegal pentru prințul danez, însă regele și-a dat permisiunea. Cei doi s-au căsătorit pe 7 august 1721, în timp ce Cristian a fost încoronat prinț. Nunta a avut loc la Pretzsch în Saxonia.

## Domnia
Regele a fost timid și introvertit și a rămas la fel și în public. Noul cuplu regal a trăit o viață retrasă și, deși pioși, au fost înconjurați de splendoarea luxuriantă. În spatele perdelelor lor închise a avut loc una dintre cele mai tiranice și represive vremuri ale Danemarcei. 
Curtea a fost înghețată în timp, și deseori se spunea că este una dintre cele mai monotoane și plictisitoare. Muzica la curte era religioasă și nu se dansa niciodată. Regele, atât din motive de sănătate cât și religioase, rareori organiza sau participa la vânătoare.
Indignarea lui Cristian la bigamia tatălui său a fost motivul principal pentru durerea mamei sale, care a adus la unul dintre primele sale acțiuni de guvernare, inversând voia tatălui său și privând-o pe văduva Anna Sophie, a doua soție a lui Frederick al IV-lea, de o mare parte din averea moștenită. În cele din urmă a exilat-o la moșia Clausholm, casa ei din copilărie.
Pentru primii zece ani de guvernare, el s-a consultat foarte mult cu vărul său, Contele Cristian Ernst de Stolberg-Wernigerode care avea să ia parte la aproape totul, de la concedierea bucătarilor reginei până la politicile de alianță. El l-a susținut pe rege cât de mult a fost posibil pentru a menține o alianță cu englezii, care a condus la căsătoria dintre fiica lui George al II-lea al Marii Britanii cu fiul cel mare a regelui. 
Actul principal național al lui Cristian a fost introducerea unei legi care îi forța pe țărani să rămână la casele lor, și prin care țărănimea era supusă atât nobilimii locale cât și armatei. Deși ideea din spatele acestei legi a fost, posibil, pentru a asigura un număr constant de soldați țărani, mai târziu a fost privată ca subjugarea țărănimii daneze. Actul a fost abolit în 1788.
Politica externa a lui a fost una pașnică iar Danemarca a rămas strict neutră. În comerț și industrie, a fost o epocă de avansare, fiind fondate unele companii și bănci. Planurile sale de a-și face singura fiică Regină a Suediei în timpul alegerilor moștenitorului pentru tronul suedez vacant în 1742 - 1743, printr-un angajament cu Prințul de Zweibrücken-Birkenfeld, care a acționat în calitate de candidat al Franței, nu s-au îndeplinit niciodată.

## Decesul
Pe 6 august 1746, cu o zi înainte de aniversarea căsătoriei de argint, regele a murit la Palatul Hirschholm. Cristian a fost înmormântat în Catedrala Roskilde. Memorialul neoclasic proiectat și produs de sculptorul Johannes Wiedewelt a fost comandat de către văduva regelui, care la moartea sa, i-a mulțumit lui Dumnezeu pentru un rege incomparabil cu care timp de 25 de ani, ea a trăit în iubire și bucurie neschimbătoare. 